# 丹後七姫
丹後七姫（たんごしちひめ）は、京都府北部、丹後地方の伝承に登場する代表的な7人の姫君の総称。乙姫（伊根町）、羽衣天女（京丹後市）、静御前（同）、細川ガラシャ（同）、小野小町（同）、間人皇后（同）、安寿姫（舞鶴市・宮津市）の7姫をさし、それぞれに縁の場所や史跡が伝えられる。
安寿姫のかわりに川上摩須郎女（京丹後市）を含めると、「京丹後七姫」となる。

## 概要
丹後地方の伝承に登場する代表的な7人の姫君の総称。1985年に峰山青年会議所が設立20周年事業の一環で、丹後地方の活性化をめざす観光開発のために選定した。7姫をモチーフにしたモニュメントや公共施設が、丹後地方各所に多数存在するほか、菓子やビールなど様々な商材が展開されている。

## 丹後七姫

### 静御前
京丹後市網野町最北の集落磯に生まれ、生誕地とされる場所に碑が建てられている。かつてはその場所に静神社が建てられ、静御前を祀っていたが、年に現在地に移転した。
父の死により、母とともに都に出て白拍子となった静御前は、後白河法皇のため「雨乞いの舞」を奉納した際、池のほとりで源義経と出会い、その愛妾となる。義経と生き別れた後は郷里である磯に戻り、夫の無事と殺された子の冥福を祈って薄幸の生涯を終えたとされる。

### 間人皇后
聖徳太子の生母である穴穂部間人（あなほべはしうど）皇后は蘇我氏と物部氏の争乱を避け、太子とともにこの地に身を寄せたと伝わっている。

### 小野小町

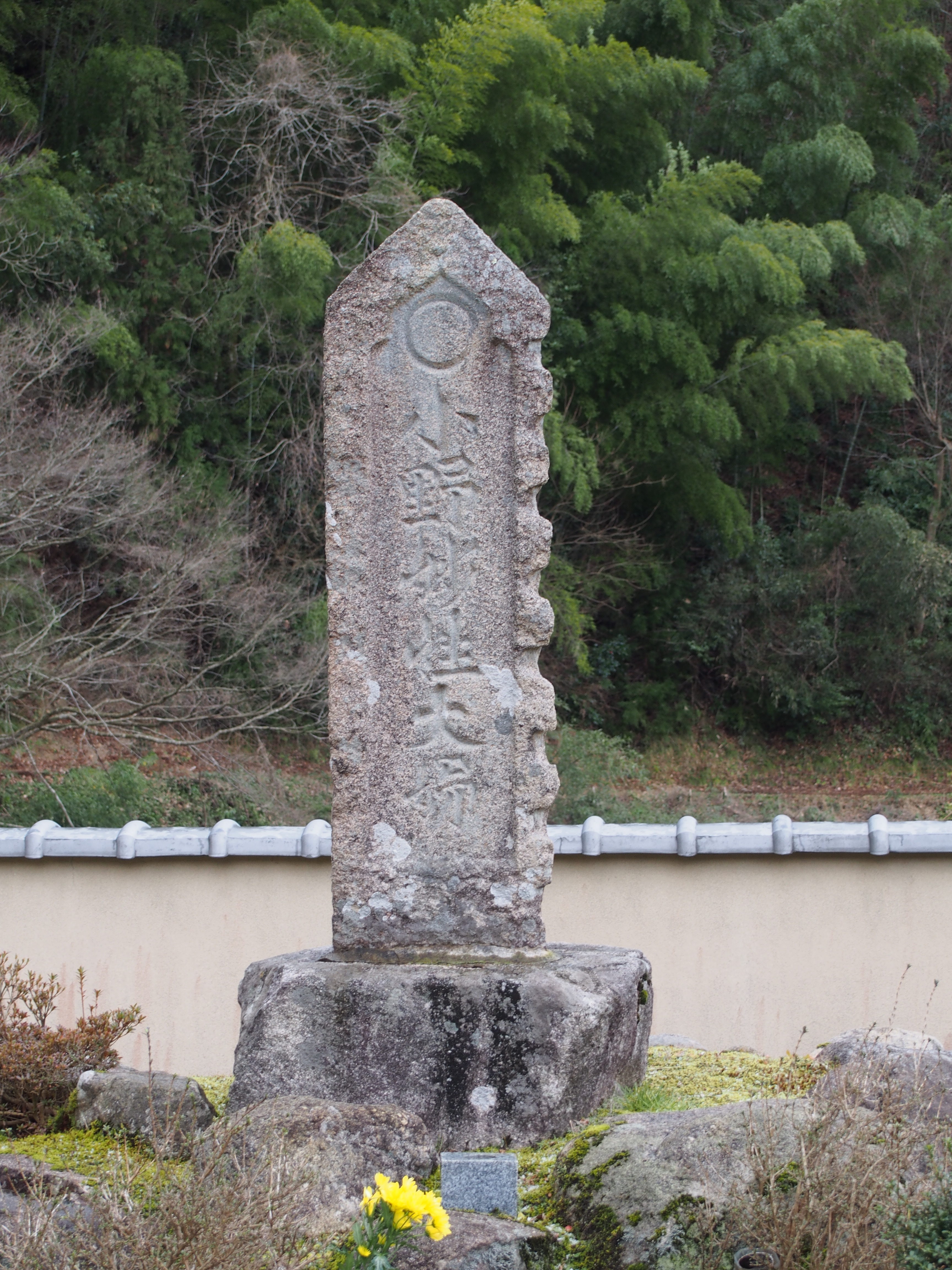
五十河にある小野小町の墓

平安時代を代表する女流歌人であり、絶世の美女とも伝えられる小野小町には数々の伝承があるが、丹後地方においては、小野小町は、晩年、深草少将の百夜通いから逃れるため、京丹後市大宮町の五十河にたどりつき、生涯を終えたと伝えられる。五十河の小町伝承を伝える遺跡に、妙生寺があり、小野小町公園が整備されている。

### 乙姫
昔話で有名な浦島太郎の乙姫である。京丹後市網野町浅茂川の海岸には浦嶋伝説ゆかりの地が多数あり、浦嶋児を祀った嶋児神社が鎮座する。伊根町にある宇良神社には、乙姫が渡した「玉手箱」と小袖が残り、祀られている。

### 羽衣天女
羽衣伝承は全国各地にあるが、京丹後市の磯砂山は日本最古の羽衣説話の発祥地とされ、山の中腹に天女たちが水浴びをしていたとされる女池がある。山頂に天女のモニュメントが据えられ、麓の乙女神社に参詣すると美しい娘を授かることができると伝えられる。

### 細川ガラシャ
明智光秀の娘・玉子（細川ガラシャ）は、宮津藩主の細川忠興に嫁いだ。本能寺の変により父・光秀が逆賊となったため、その娘である妻の身を守るため、忠興は居城の宮津かた山深い味土野に妻の身を移した。洗礼を受け「ガラシャ」の名を受けたのは、この際に同行した侍女の影響とされる。

## 京丹後七姫
「丹後七姫」から、宮津市域の伝承姫である安寿姫を除き、京丹後市久美浜町に伝承地の残る川上摩須朗女を加えた7姫の総称。

### 川上摩須朗女
古代の丹波で一大勢力を築き、垂仁天皇に5人の娘を献上した丹波の国主丹波道主命の妻。長女の日葉酢比売は垂仁天皇の后となり、4男1女をもうけた。